# Francisco Tostado
Francisco Tostado, El Toledano, (Plasencia, c. 1482 - Cuenca, 1538) fue un compositor y maestro de capilla español.

## Vida
Las primeras noticias que se tienen de él son del 26 de abril de 1499, cuando aparece mencionado en las actas capitulares de la Catedral de Cuenca:

Como tomaron por cantor a Francisco Tostado criado del chantre
Tomaron por cantor a Francisco criado [Juan de Guzmán] por un año el cual comience desde primero día de mayo proximo siguiente con salario de 3000 maravedis pagados por sus terçios. Et cometieron al dicho señor Juan de Iranço que tome la obligaçión e seguridad de lo que ha de hacer el dicho Francisco. Contradixeronlo los señores Diego Garcia de Alcoçer e Alonso de la Mota racionero como provisor del cabildo, tesorero, Fernando, e Pedro Garcia sochantre racionero en la dicha iglesia
Actas capitulares de la Catedral de Cuenca, f.61v, 26 de abril de 1499

Y efectivamente, el 17 de mayo de 1499 las actas capitulares informan de que Tostado, hasta entonces criado del chantre, Juan de Guzmán, había sido admitido como cantor de la capilla de música catedralicia, pero con un salario de 4000 maravedís, «porque cante e tenga cargo de vezar a cantar los niños, pagandolos por sus tercios los susodichos». Se le vuelve a mencionar en 1507, cuando seguía como cantor, pero ya como «clerigo[...] por un año primero siguiente et de ahora por cuanto fuere su voluntad con el salario del año pasado [...]» Hacía cuatro años que el maestro de canto anterior, el francés Juan de Forteville, había dejado el cargo de «maestro de canto».
Poco tiempo después, el 21 de octubre de 1499, fue sustituido por Martín Díaz de Montoya, «que de navidad adelante sera maestro de capilla», con un salario de 5000 maravedís y dos caíces de trigo. Tostado regresará en 1509 al cargo, apareciendo por primera vez como «maestro de capilla», cuando el cabildo accedió a una solicitud de Tostado por un año, con un salario de 10 000 maravedís y dos cahices de trigo:

Asiento de Tostado e los cantores
Este dicho dia Francisco Tostado presento en cabildo una petiçion su tenor de la manera que sigue: Muy reverendos y nobles señores Francisco Tostado cantor y maestro de capilla de esta iglesia [...] vuestras mercedes saben quantos tiempos ha que yo seruia a vuestras mercedes en esta sancta iglesia con toda mi posibilidad [...] querria suplicar y suplico a vuestras mercedes si de mi se han gana de seruir me lo hagan saber asentándome el partido que razonablemente para mi sustentamiento y vestuario porque mi voluntad deliberada es de me ocupar en el seruicio de vuestras mercedes y desta iglesia y no de otra persona particular ninguna y de lo que entiendo seruir a vuestras mercedes continuamente es tener cargo de la musica con las cosas que en el coro se han de cantar. Ansi mismo me ofresco y disponen de monstrar a todos qualesquier beneficiados que querrán aprender y ansi mismo a los infantes de coro diputando el tiempo convenible para ello y les haciendo de mostrar canto llano y canto de organo y contrapunto y demas desto no perjudicando al señor Romero por ser tan especial hombre y tan antiguo en esta iglesia digo que cuando fuere rescebido siendo vuestras mercedes seruidos y él contento que yo supliré algunas veces en tañer por descanso suyo o por alguna ocupaçion suya pues en esta petiçion claramente ofresco a vuestras mercedes mi voluntad y deseo con ella suplico haya respuesta con efecto pues que de hoy en adelante puedo servir en las cosas que he dicho con mucha mas habilidad que hasta aqui. [...] Et presentada et leida la dicha petiçion mandaron asentar al dicho Francisco Tostado por un año con salario diez mil matavedies e dos cahices de trigo la mitad de la mesa capitular e la otra mitad de la fábrica et cometieron a los dichos señores el bachiller Gonzalo y señor de Cañamares et Garcia de Salinas canónigos para que ellos fagan los capítulos con el dicho Tostado y el asiento de las cosas que ha de faser. [...]
Actas capitulares de la Catedral de Cuenca, f.19, 23 de marzo de 1509

El maestro, en su solicitud, describe sus obligaciones: encargarse de la música de la capilla de música, enseñar música a aquellos que lo deseen y sustituir al organista Romero en caso de necesidad. El 21 de febrero de 1511 el cabildo le agradeció con seis ducados su trabajo para preparar las fiestas de Navidad, lo que quizás da a entender la composición de música nueva para la fiesta.
El 31 de octubre de 1511 las actas capitulares dan noticia de las intenciones de matrimonio de Francisco Tostado con Isabel de Mariana, hermana del licenciado Alonso de Mariana, abad de San Vicente e inquisidor del arzobispado de Toledo, para lo que se trasladó a Toledo. En esta ocasión se le menciona simplemente como «cantor». El 2 de noviembre de 1512 vuelven a admitirlo como maestro de capilla por un año, «con los Beneficiados e mozos», con un salario de 13 000 maravedís. En enero de 1514 se menciona de nuevo su contrato por 12 000 maravedís, aunque en mayo se menciona que el maestro no había venido. Parece que el maestro había solicitado permiso para ausentarsey no había regresado a tiempo, por lo que el cabildo decidió esperar empleando interinamente al cantor Chacón, en lugar de despedirlo, «principalmente por complacer al licenciado Mariana Inquisidor de Toledo». En 1514, 1515 y 1516 aparecen de nuevo noticias de su nombramiento como maestro para el año siguiente. En 1521 se le asignaban 7500 maravedís para la enseñanza de canto de órgano y llano a los beneficiados y los infantes del coro.
Entre 1522 y 1523 se vio envuelto como testigo en un proceso inquisitorial.
A mediados de la década de 1530 contrajo una enfermedad que trató de curar en Valencia, pero pocos meses después, en 1538 fallecía en Cuenca. Tostado no había tenido hijos y su mujer heredó todos los bienes del maestro, incluidas las viviendas que el matrimonio poseía en Cuenca, Villalba de la Sierra y Plasencia.

Como mandaron dar a la mujer de Tostado cierta limosna
Este dicho día por el dicho notario su secretario fue leida una peticion de Isabel de Mariana mujer de Tostado en que traya a la memoria a los dichos señores el mucho tiempo que su marido habia servido en la iglesia e les suplicaba le mandasen dar alguna sustentacion. E leida los dichos señores mandaron que por este año se pagase enteramente el salario que su marido ganaba asi de la fábrica como de la mesa capitular e que de hoy adelante se le diesen de la limosna quatro libras de pan cocido y encargaron a los que fueren diputado para repartir el pan de Moncalvillo que le den dello lo que les paresciere.
Actas capitulares de la Catedral de Cuenca, f.106, 13 de noviembre de 1538

## Obra
No se han conservado composiciones de Tostado, ni siquiera se han conservado noticias de su existencia.